# Antoni Gilabert Fornés
Antoni Gilabert Fornés (Pedreguer, 1716 - València, 1792) va ser un arquitecte valencià que va dirigir el procés que, des de l'últim terç del segle xviii, es va engegar a la catedral de València per tal de renovar-la i dotar-la d'un aspecte neoclàssic homogeni, defugint de l'estil gòtic que en aquell temps era considerat obra de bàrbars.
Estudià arquitectura i matemàtiques a la ciutat de València junt amb Tomàs Vicent Tosca i Mascó. Al principi de la seua carrera treballà d'aparellador, i el 1768 s'encarregà de la secció d'arquitectura de la Reial Acadèmia de Belles Arts de Sant Carles, de la qual fou nomenat director general el 1784.
La seua trajectòria s'emmarca en la transició entre el barroc i el neoclàssic, havent bastit obres en tots dos estils. És l'autor d'algunes de les més importants obres neoclàssiques a la ciutat de València i un dels principals representants i impulsors d'aquest estil. Entre 1758 i 1760 projectà la façana de la Duana, actual Palau de Justícia. També remodelà la capella de sant Vicent Ferrer al convent de Sant Doménec, per bé que tornant a l'estil barroc.
Des de 1774 dirigí el recobriment neoclàssic de la nau central de la Seu de València. Altres obres importants són l'església de les Escoles Pies de València (1767-1771), la cel·la de sant Lluís Bertran al convent de sant Domenec, i el retaule del convent de la Saïdia, també a la ciutat de València. Pel que fa a les zones rurals, va projectar les esglésies de l'Alcúdia, Torís i Xestalgar. També participà en la construcció de la Capella de la Mare de Déu de la Soledat de Nules.